# アイルランドのナショナリズム

アイルランド共和国の国旗は、アイルランド全土を表すために制定された。

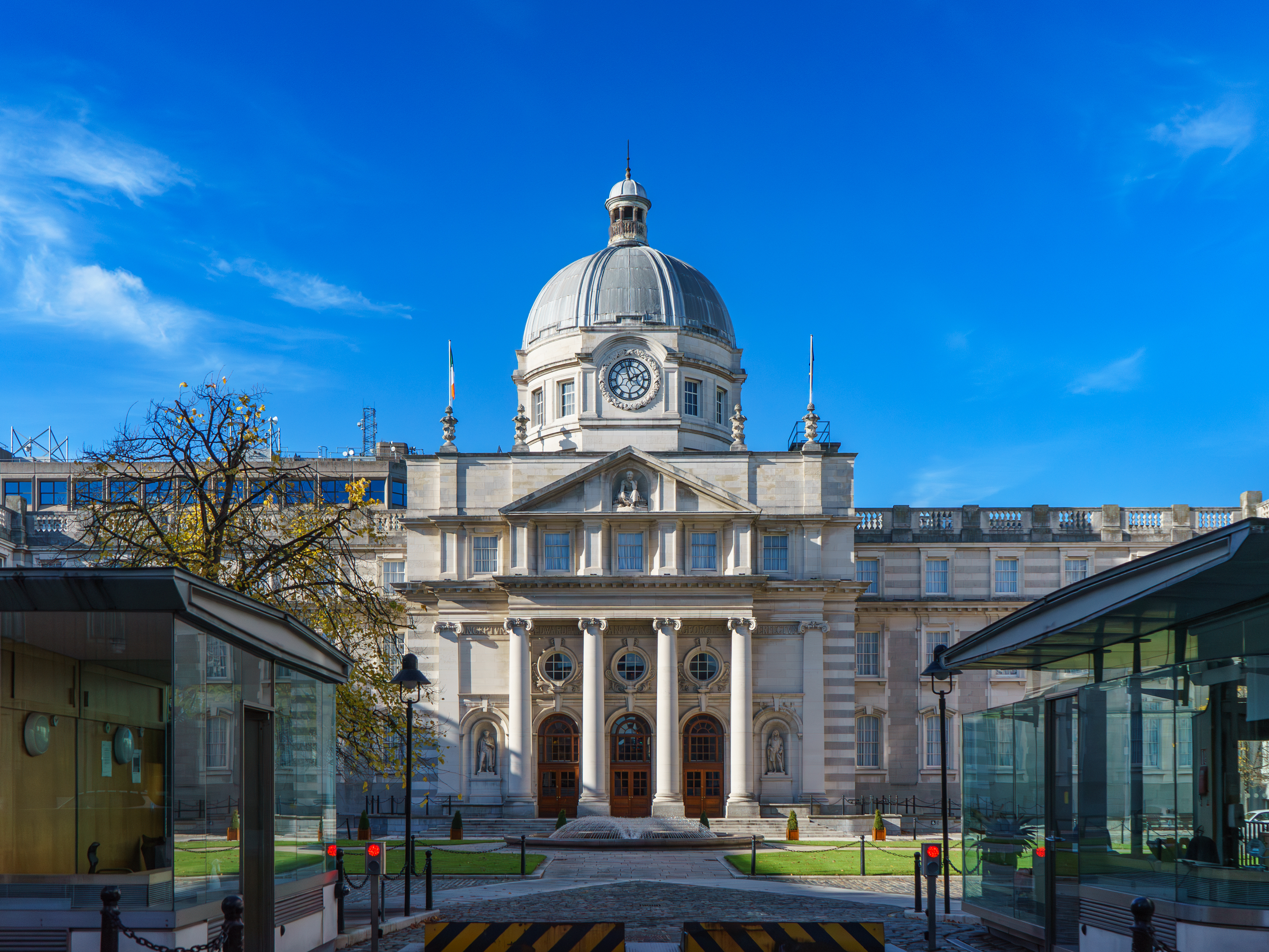
ダブリンの政府庁舎

アイルランド・ナショナリズム(Irish nationalism)は、最も広い意味では、アイルランド国民がアイルランドを主権国家として統治すべきだと主張する民族主義的な 政治運動である。 19世紀半ば以降、アイルランド・ナショナリズムは主に、国民の自決と人民主権の原則に基づく文化的ナショナリズムの形をとってきた。1790年代のユナイテッド・アイリッシュマン、1840年代のヤング・アイリッシュアーズ、 1880年代のフェニアン同胞団、 1920年代のフィアナ・フォイル、シン・フェイン党など、18世紀から20世紀のアイルランド・ナショナリストは、フランスの左翼急進主義や共和主義をさまざまな形で模倣した。
アイルランドナショナリズムはアイルランドの文化、特にアイルランド語、文学、音楽、スポーツを称賛する傾向が強い。アイルランド全土がイギリスの一部であった時代にこの傾向は強まり、1922年にアイルランドの大部分がイギリスから独立した。アイルランドの民族主義者は、1169年のイングランド人、 ノルマン人のアイルランド侵攻以来の外国のイングランド人、そして後にはイギリスによるアイルランド支配は、アイルランドの利益を害してきたという信念を持っている。アイルランド分割当時、島の大部分はローマカトリック教徒で、大部分が先住民であったが、北部を中心に国のかなりの部分はプロテスタントで、主に1609年のジェームズ1世の治世中に入植者としてこの地を植民地化したイギリス人の子孫であった。分割はこれらの民族宗教的な線に沿って行われ、アイルランドの大半は独立を獲得したが、北部の6つの州はイギリスの一部に留まった。アイルランドの民族主義者はアイルランド再統一を支持している。